# Irene Oldfather

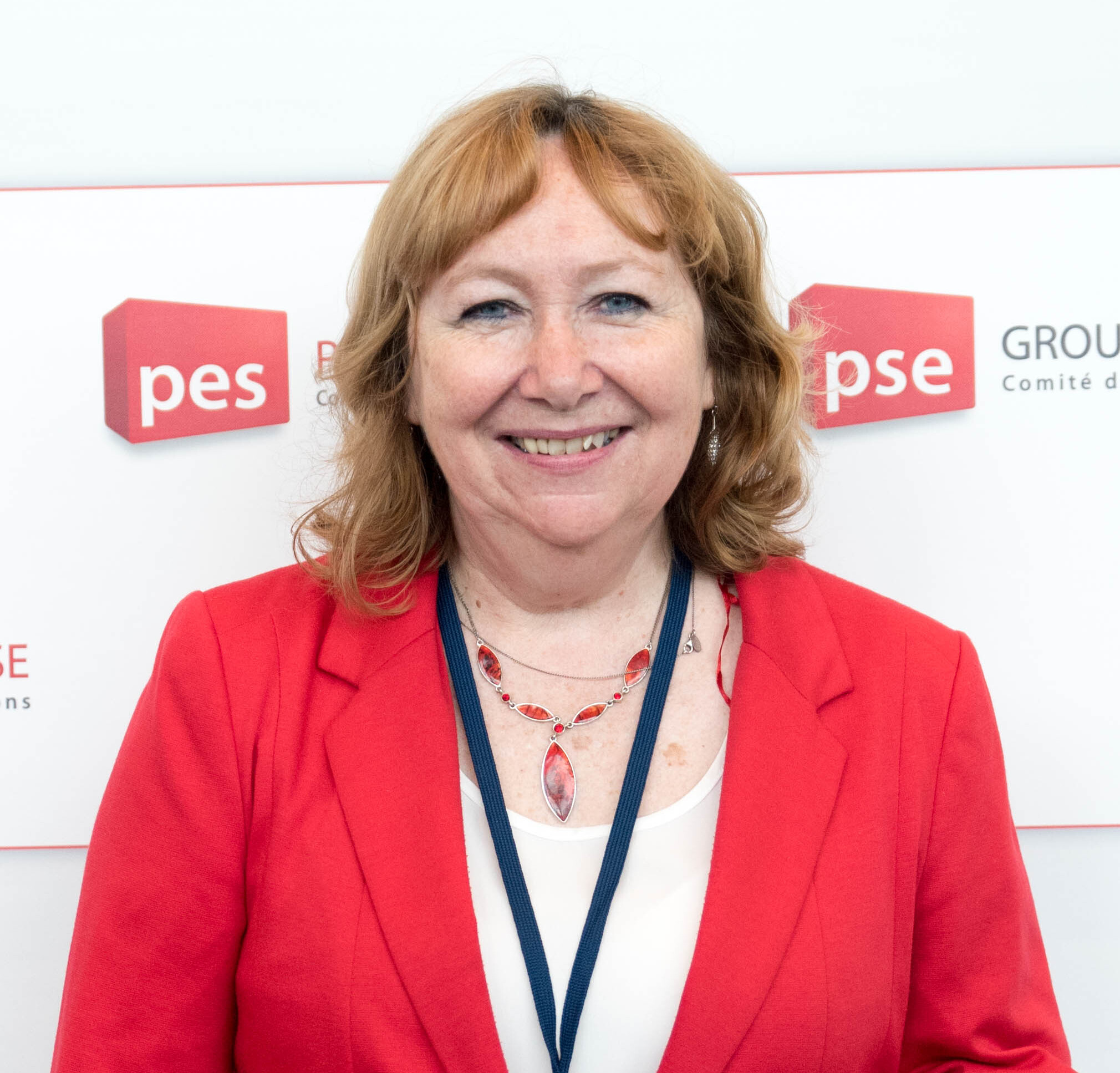
Irene Oldfather (2016)

Irene Oldfather (* 6. August 1954 in Glasgow) ist eine schottische Politikerin und Mitglied der Labour Party.

## Leben
Oldfather besuchte die Irvine Royal Academy und begann anschließend ein Politikstudium an der Universität von Strathclyde, das sie als Master abschloss. Sie war dann mehrere Jahre als Dozentin an der Universität von Arizona tätig und arbeitete dann als freie Journalistin und Politikdozentin an der Universität Paisley.
1978 heiratete Oldfather einen US-amerikanischen Staatsbürger. Sie ist Mutter von zwei Kindern.

## Politischer Werdegang
Zwischen 1990 und 1997 beriet Oldfather den Labourabgeordneten im Europäischen Parlament, Alex Smith. 1995 wurde sie in den Regionalrat von North Ayrshire gewählt. Bei den ersten Schottischen Parlamentswahlen im Jahre 1999 trat sie erstmals zu Wahlen auf nationaler Ebene an. Mit deutlichem Vorsprung vor dem SNP-Kandidaten Michael Russell errang sie das Direktmandat ihres Wahlkreises Cunninghame South und zog erstmals in das Schottische Parlament ein. Bei den folgenden Parlamentswahlen 2003 und 2007 verteidigte sie ihr Mandat. Schließlich unterlag sie bei den Schottischen Parlamentswahlen 2011 der SNP-Kandidatin Margaret Burgess und schied aus dem Parlament aus.